# Mehrwertsteuer-Informationsaustauschsystem
Das Mehrwertsteuer-Informationsaustauschsystem (MIAS) der Europäischen Kommission dient der elektronischen Übertragung von Informationen über in der EU registrierte Unternehmen hinsichtlich der Umsatzsteuerregistrierung. Es wurde mit dem Wegfall der Steuerkontrollen an den EU-Binnengrenzen zum 1. Januar 1993 eingeführt.
Mit dem MIAS lässt sich unter anderem die Gültigkeit von einzelnen Umsatzsteuer-Identifikationsnummern prüfen, wahlweise per Webschnittstelle oder per Webservice.
Außerdem dient das System den Steuerverwaltungen der einzelnen EU-Mitgliedsstaaten zum Informationsaustausch über steuerbefreite Innergemeinschaftliche Lieferungen.